# أبرد لعبة (فلم)
أبرد لعبة (بالإنجليزية: The Coldest Game) (بالبولندية: Ukryta gra) فيلم تجسس بولندي باللغة الإنجليزية من بطولة بيل بولمان، وهو آخر فيلم أنتجه بيوتر وزنياك ستاراك (منتج أفلام بولندي ورجل أعمال ومالك مشارك وعضو مجلس إدارة شركة الإنتاج واتشاوت) والذي قتل في حادث قارب عن عمر 39 عام وقبل صدور هذا الفيلم.، يروي الفيلم أحداث خلال أزمة الصواريخ الكوبية في عام 1962، حيث وجد عبقري رياضيات نفسه مضطراً للعب مباراة شطرنج بين الولايات المتحدة والاتحاد السوفيتي - ولعبة تجسس مميتة.

## طاقم التمثيل
- بيل بولمان: في دور جوشوا مانسكي
- لوت فيربيك: في دور العميل ستون
- جيمس بلور: في دور العميل وايت
- روبرت وايويكيز: في دور الفريد (مدير قصر الثقافة والعلوم بوارسو)
- أليكسي سيريبرياكوف: في دور الجنرال كروتوف
- كوري جونسون: دور دونالد نوفاك
- نيكولاس فاريل: في دور جريسوالد موران
- افيجينال سيديكين: في دور الكسندر جافريلوف[5]

## أحداث الفيلم
يبدأ الفيلم بنص كلمات تحدد الخلفية التاريخية: إنها ذروة الحرب الباردة، مع تمركز القوات السوفيتية في كوبا بعد ثورة كاسترو، ويتم إبلاغ الرئيس كينيدي في عام 1962 أن الاتحاد السوفيتي يستعد للحرب على الأرجح مع الكوبيين، وتتكشف أزمة الصواريخ المعروفة Cuban Missile Crisis.
المشهد الأول هو أحد مباريات الشطرنج الكبرى، حيث يصعد اللاعب (الأمريكي) إلى المسرح بإتجاه الطاولة حيث يجلس اللاعب الآخر (الروسي) بالفعل، ويبدو الأمريكي في حالة ذهول وعلى يده بقعة دم.تعود بنا الأحداث إلى سبعة أيام قبل هذه المباراة، وفي غرفة للقمار يلعب لاعب الشطرنج لعبة ورق مع ثلاثة آخرين؛ بينما يعرض تقريرًا إخباريًا تلفزيونيًا عن مباراة الشطرنج القادمة بين بطل الاتحاد السوفيتي ألكسندر جافريلوف والأمريكي كونيجسبيرج. يفوز لاعب الشطرنج بلعبة الورق، ويأخذ المال ثم يحصل على حصته من النادل (يبدو أن هذا هو مصدر دخل لاعب الشطرنج). تقترب امرأة في الحانة (هي العميلة ستون) من لاعب الشطرنج، الذي تعرفه على أنه «جوشوا مانسكي»، وهي لديها عرض له، لكن مانسكي يخرج على الفور من الحانة قبل سماعه؛ يتبعه خارج الحانة رجل (العميل وايت) الذي أمسك به وأجبره على الصعود إلى السيارة التي كانت تنتظر خارج شقة مانسكي. يصطحبه الخاطفين على متن طائرة مخدرًا؛ يستيقظ في سفارة أمريكية في بلد آخر، في غرفة آمنة حيث محادثاتهم آمنة، ويلتقي بالعميل نوفاك، الذي يقود العملية، والذي يعرف عن مانسكي انه عبقري في الرياضيات، هزم كونيجسبيرج بطل الشطرنج قبل 20 عامًا، لكنه غريب الأطوار. يبلغه نوفاك أن له دور ما في الفوز في الحرب الباردة، وإنه سيتعين عليه التنافس في بطولة الشطرنج ضد ألكسندر جافريلوف من الاتحاد السوفيتي في العاصمة البولندية وارسو، حيث مات كونيجسبيرج (بسبب التسمم السوفيتي)، وحسب قواعد البطولة، يصبح مانسكي هو البديل الوحيد المؤهل خلفًا لكونيجسبيرج لأنه كان آخر شخص هزمه، ومع ذلك، تصبح مشكلة شرب مانسكي واضحة عندما يتم العثور عليه فاقدًا للوعي في غرفته بالفندق. تُستخدم عقاقير الأمفيتامين لإعادته إلى وعيه قبل أن يضطر للذهاب إلى أول مرحلة لمباراة الشطرنج الكبرى، ليحضر أول ظهور رسمي له كلاعب أمريكي بديل. يتضح إنه غير قادر على القيام بأول نقلة إحتفالية على رقعة الشطرنج بعد خصمه، حيث يرى 8900 حركة في المرة الواحدة. يقيم مانسكي في فندق يقع في المبنى الذي تجري فيه المباراة، وهو قصر الثقافة والعلوم بوارسو Palace of Culture and Science، ويلتقي بمدير الفندق، ألفريد سليجا، الذي يبدو أيضًا أنه يهوى الكحول. يوجه الجنرال السوفيتي كروتوف (جهاز المخابرات السوفيتي المضاد) تنبيهًا لمدير الفندق أن «يعتني» بمانسكي، مما يعني أنه سيبقي لاعب الشطرنج الأمريكي في حالة سكر.
أربعة أيام قبل مشهد الإفتتاح، يتذكر مانسكي إنه كان مخمورًا مع مدير الفندق في الصباح ولا يتذكر اليوم الأول في مباراة شطرنج، ويكشف له العميل ستون عن ربحه في 32 حركة فقط، ويتضح سلوك غريب الأطوار حيث يؤدي الكحول إلى إبطاء وظائف دماغه بدرجة كافية للعمل بشكل طبيعي. يلتقي الرائد الروسي العام بلاعب الشطرنج السوفيتي جافريلوف ويشجعه على الاستمرار في اللعب على الرغم من خسارة المباراة الأولى، ويطلب من ألفريد أن يحرم الوفد الأمريكي من الكحول. ومع ذلك، لا يزال مانسكي قادرًا على الحصول على الكحول وتهريبه من المناسبات الاجتماعية المصاحبة للمباراة. في اللعبة الثانية، يمنع منوم مغناطيسي وسط الجمهور أفكار مانسكي ويخسر مانسكي اللعبة. يلاحق العميل وايت المنوم المغناطيسي خارج مسرح لعبة الشطرنج، لكن يوقفه أعضاء المجموعة السوفيتية الذين يهددون أسرته، الذين يعرفون الكثير عنهم، بما في ذلك حقيقة أن زوجته حامل، ومن بين الحاضرين في البطولة ضابط سوفيتي يعمل سرا لصالح الأمريكيين. تدور الأحداث بين توجس من الجانبين بوجود جواسيس، ويكتشف كروتوف مخبأ الكحول السري لمانسكي، مدركًا أن ألفريد مدير الفندق يجب أن يكون صديقًا لمانسكي. يدرك كروتوف أن السوفييت قد خسروا المعركة بعد إعلان كينيدي، يأمر بالبحث عن جاسوس في وسطهم؛ بالإضافة إلى ذلك، يقوم باستدعاء ألفريد وتعذيبه. يكشف ألفريد بالصدفة عن وجود ممر سري يقود من المبنى عبر المجاري إلى المدينة. تنجح المحاولات في إحباط المشروع السوفيتي لشحن الموقف والتصعيد للحرب.
يفوز جافريلوف بالبطولة ويعود مانسكي إلى الولايات المتحدة. وتتهمه الصحافة في المطار بإهانة الولايات المتحدة، رغم من إنه منع من شن حرب نووية دون علمهم. يقول نوفاك لمانسكي إنه لا يستطيع تحديد دافع ستون لخيانة الولايات المتحدة. يخبر مانسكي أنه مواطن بطل وسيتم الإعتناء به، وتكون نتيجة نزع فتيل الحرب أن تبدأ المحادثات بين الولايات المتحدة والاتحاد السوفيتي، والتي تؤدي إلى خطوات متبادلة لخفض التصعيد، مثل سحب الصواريخ ذات الرؤوس النووية من بعض المناطق. يستمر المونتاج الأخير في الإشارة إلى إتفاقيات الحد من الأسلحة النووية اللاحقة مثل معاهدة عام 1987، ولاحقًا المساعدة الأمريكية في نزع السلاح النووي في الدول الشيوعية السابقة في الكتلة الشرقية تشير الخاتمة إلى: "في فبراير 2019 علقت الولايات المتحدة إمتثالها لمعاهدة الصواريخ متوسطة المدى. وفي اليوم نفسه، أعلن فلاديمير بوتين أن روسيا علقت أيضًا معاهدة الصواريخ النووية متوسطة المدى وستطور صواريخ جديدة متوسطة المدى. ينتهي الفيلم بعبارات رونالد ريغان التالية: "واجبنا الأخلاقي هو العمل مع جميع القوى ليوم يكبر أطفال العالم دون خوف من حرب نووية".

## الإنتاج
تم التصوير في الفترة من فبراير إلى أبريل 2018 في وارسو. تعرض الممثل ويليام هورت William Hurt ، (الذي كان في الأصل يمثل دور جوشوا مانسكي) لحادث أثناء عودته من تصوير الفيلم إلى شقته، بعد أيام قليلة من التصوير، وحل محله بيل بولمان. توفي قبل وقت قصير من العرض الأول منتج الفيلم البولندي، وقد أستبعد إحتمال أن وفاته بسبب حادث. سبب الوفاة كان صدمة في الرأس سببها «أداة حادة الحواف»، وزُعم أن منتج الفيلم سقط من قاربه في بحيرة وسحق رأسه بواسطة مروحة قاربه، ولكن ظل هاتفه الخلوي على القارب. نجت امرأة تبلغ من العمر 27 عامًا كانت أيضًا على متن القارب، وبحسب ما ورد حاول الحارس الشخصي لمنتج الفيلم الإنتحار بعد فترة وجيزة.

## صدور الفيلم
تم عرض الفيلم لأول مرة في الدورة الرابعة والأربعين لمهرجان غدينيا السينمائي في سبتمبر 2019، وحظي بتعليقات إيجابية من النقاد. كان من المقرر عرض الفيلم في دور العرض البولندية في 8 نوفمبر 2019، وكان العرض الأول الدولي في أوائل عام 2020، وتقوم شركة نيتفليكس ببثه أوائل 2020 أيضا.

## إستقبال الفيلم
كتبت رينيه شونفيلد في موقع «وسائل إعلام الحس السليم»: «فيلم جاسوسية طائش»، وكتب روجر مور في موقع «أمة الأفلام»: «هناك تقلبات في الفصل الثالث من الفيلم تكفر عن بعض ما ينقص في الفصول الأولى»، ومنح الفيلم تقدير 50%، وكتب ديميتريوس ماثيو في موقع سكرين إنترناشيونال: «النتيجة النهائية مشروع متوسط بشكل ملحوظ»، وكتب جون سيربا في موقع «فاصلة»: «إن توصيف بولمان في دور سكير يائس هو أمر مبالغ فيه».

## روابط خارجية
- مقالات تستعمل روابط فنية بلا صلة مع ويكي بيانات